# Тринадцать жизней
«Тринадцать жизней» (англ. Thirteen Lives) — биографический фильм о выживании режиссёра Рона Ховарда. В главных ролях — Вигго Мортенсен, Колин Фаррелл и Джоэл Эдгертон. Мировая премьера состоялась 5 августа 2022 года на стриминговом сервисе Prime Video. Фильм получил положительные отзывы кинокритиков.

## Сюжет
В фильме рассказывается о событиях спасательной операции в пещере Тхамлуангнангнон в 2018 году, когда юношеская футбольная команда и их тренер оказались в ловушке в пещере на 18 дней.

## В ролях
- Вигго Мортенсен — Ричард Стэнтон
- Колин Фаррелл — Джон Волантен
- Джоэл Эдгертон — Ричард Харрис, анестезиолог
- Суколлават Канарот — Саман Кунан
- Том Бейтман — Крис Джуэлл

## Производство
О проекте стало известно в апреле 2020 года, когда Рон Ховард занял режиссёрское кресло, а Уильям Николсон написал сценарий. Кинокомпания Metro-Goldwyn-Mayer приобрела права на фильм в следующем месяце. В марте 2021 года Вигго Мортенсен, Колин Фаррелл и Джоэл Эдгертон вошли в актёрский состав будущего фильма.
Съёмки фильма начались 29 марта 2021 года в Австралии. Также съёмки прошли в Таиланде.